# Theodor Baum
Theodor Baum (* 16. Jahrhundert; † um 1585 in Köln; wirksam von 1556 bis 1585) war ein Buchdrucker aus Köln.

## Leben und Werk
Theodor Baum druckte in den Jahren von 1556 bis 1585. Sein erstes Druckwerk war „D. Aurelii Augustini de libero arbitrio libri tres“. Bis 1568 sind neun Druckwerke aus seiner Werkstatt bekannt.
Von 1568 bis 1571 druckte er mit Johann Birckmann gemeinsam. In den aus dieser Gemeinschaftsarbeit hervorgegangen sieben Druckwerken wird die Firma „apud Joh. Birckmann et Theod. Baum“ angegeben. Für diese Druckwerke wurde die Opferung Isaaks als Druckzeichen verwendet.
Von 1571 bis 1585 druckte Baum wieder alleine. Als Druckzeichen dieser Zeit bediente er sich des verbotenen Paradiesbaumes mit Adam, Eva und der Schlange. Aus dieser Zeit sind 27 Druckwerke – meistens in lateinischer Sprache – bekannt, darunter auch zwei in deutscher Sprache.
Nach Baums Tod setzte die Witwe bis ins Jahr 1596 das Geschäft fort. In dieser Zeit wurden noch drei Werke gedruckt.